# Jacopo Riccati

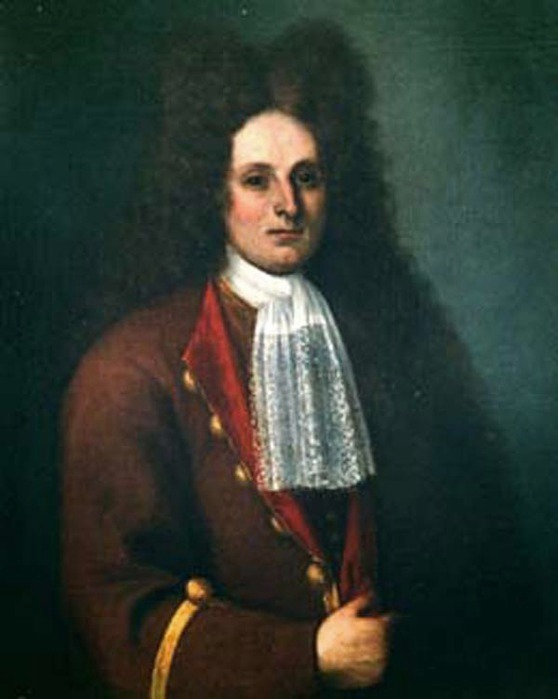
Jacopo Riccati

Jacopo Francesco Riccati (ur. 28 maja 1676 w Wenecji, zm. 15 kwietnia 1754 w Treviso) – włoski matematyk znany z opisania równania różniczkowego Riccatiego.